# Jabin
Jabin (hebr. : יבין; ja'-bin) – biblijne imię oznaczające "osądzać" lub "mądre". Odnosi się do:
- Króla Chacoru pokonanego i zabitego przez Jozuego[1].
- Kolejnego króla Hasoru, zwanego "królem Kanaanu", który obezwładnił Izraelitów sto sześćdziesiąt lat po śmierci Jozuego. Prześladował Izraelitów przez 20 lat. Jego armia uległa Barakowi i Deborze[2].